# Cesena (stacja kolejowa)
Cesena (włoski: Stazione di Cesena) – stacja kolejowa w Cesenie, w regionie Emilia-Romania, we Włoszech. Znajdują się tu 2 perony. Jest zarządzana przez Centostazioni i Rete Ferroviaria Italiana.

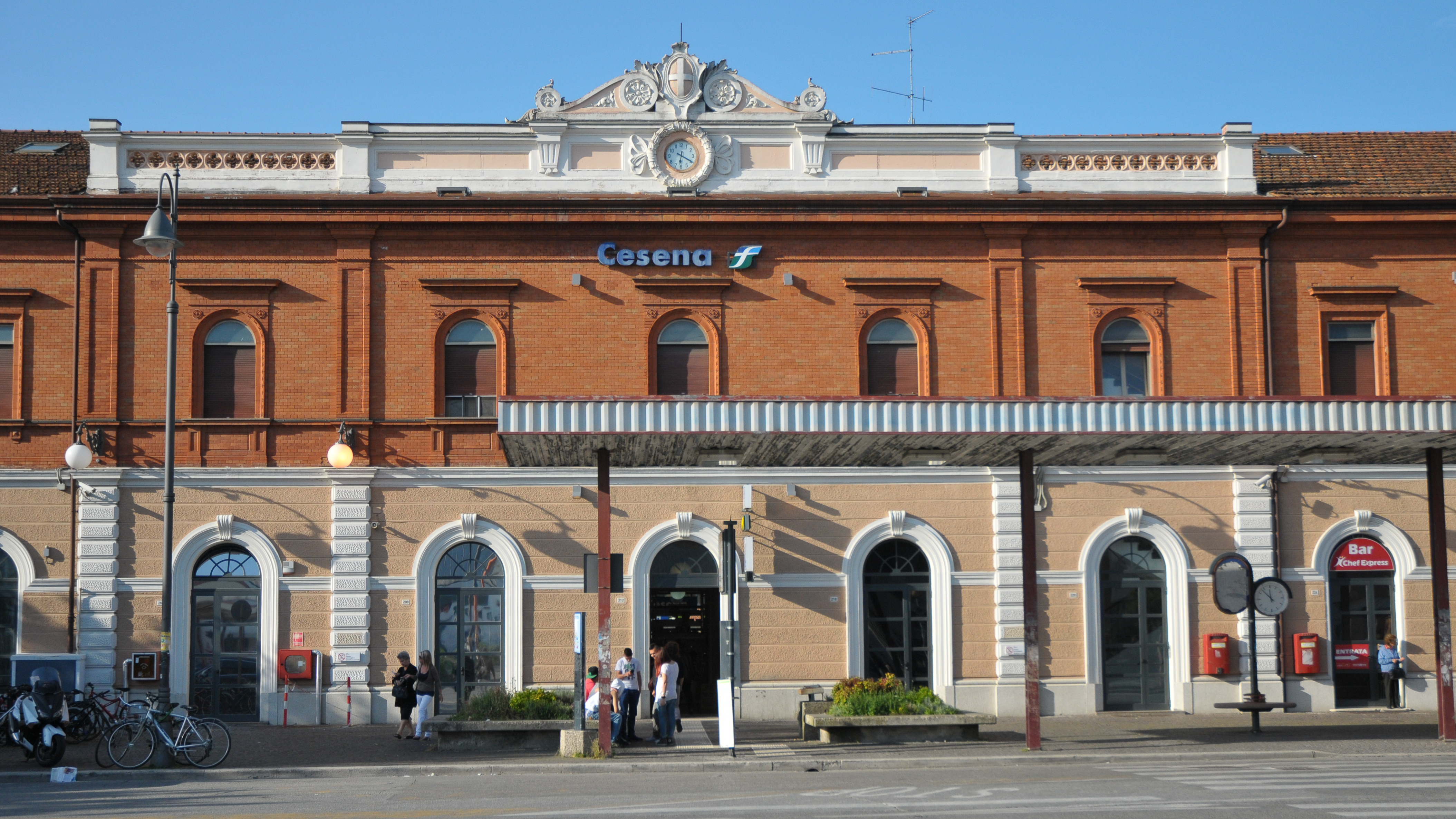
Wygląd stacji od strony zewnętrznej

Stacja została otwarta 1 września 1861 wraz z odcinekiem Bolonia-Forlì, częścią linii Bolonia - Akona.
Rocznie z usług stacji korzysta około 2,5 mln pasażerów.